# YTS夕やけステーション
『YTS夕やけステーション』（ワイティーエスゆうやけステーション）は、1993年4月1日から1995年3月31日まで山形テレビ（YTS）で『YTSステーションEYE』の直前の時間帯に放送されていた報道ミニ番組。放送時間は毎週月曜 - 金曜 17:55 - 17:59。実際のタイトル表記は“YTS○曜ステーション”であるが、記事便宜の都合によりこの記事名にした。
番組の終了後、放送枠は4分前倒しになった『YTSステーションEYE』に吸収された。

## キャスター
- YTSの女性アナウンサーがシフト勤務で担当。

## 内容
- 先出し県内ニュース
- 今夜の番組から
- 天気予報